# Mgławica Laguna
Mgławica Laguna (również Messier 8, M8, NGC 6533) – mgławica dyfuzyjna (również obszar H II) znajdująca się w konstelacji Strzelca w odległości około 4100 lat świetlnych. Jest to jeden z najjaśniejszych rejonów gwiazdotwórczych na niebie.
Odkrył ją Giovanni Batista Hodierna przed 1654 rokiem. 23 maja 1764 roku Charles Messier dodał ją do swego katalogu. W New General Catalogue Johna Dreyera mgławica została skatalogowana jako NGC 6533, ponadto dwie jej najjaśniejsze części skatalogowane przez Williama Herschela otrzymały oznaczenia NGC 6523 i NGC 6526, zaś powiązana z mgławicą gromada otwarta – NGC 6530.
Mgławica Laguna znajduje się około 4100 lat świetlnych od Ziemi i ma średnicę w przybliżeniu 10 parseków (33 lat świetlnych). Na niebie widać ją jako „plamkę” o jasności 5,8m i rozmiarach kątowych 90×40'. Gromada młodych gorących gwiazd we wnętrzu obłoku ogrzewa i jonizuje pobliski gaz. Mgławica jest podświetlona od wewnątrz światłem nowo powstałych gwiazd, jest to jeden z najpiękniejszych obiektów na niebie widzialnych z półkuli północnej. Ze średnicą na niebie większą niż dwa Księżyce w pełni, jest na tyle duża i jasna, że jest widoczna nieuzbrojonym okiem. Obszar ten zawiera gromady młodych gwiazd, charakterystyczne ciemne globule Boka oraz rejony bardzo żywiołowego tworzenia gwiazd. Można tam dostrzec wiele przykładów struktur o kształcie skręconej liny, uważanych za powstałe w wyniku zderzenia gorących wiatrów gwiazdowych z zimniejszym obłokiem pyłowym. Jest rozświetlana energią kilku gorących gwiazd, w tym 9 Sagittarii niebieski nadolbrzym o jasności 6m oraz Herschel 36 o jasności 9m. W tym obszarze znajduje się również Mgławica Klepsydra. Gromada otwarta NGC 6530 zawiera od 50 do 100 gwiazd w wieku jedynie kilku milionów lat.
Oglądana nieuzbrojonym okiem sprawia wrażenie mlecznobiałej, ale na fotografiach o długim czasie naświetlania widać jej delikatny różowy kolor (ludzkie oko zazwyczaj ma problemy z dostrzeganiem kolorów przy słabym oświetleniu).